# La Vallee (Ontario)
La Vallee to gmina (ang. township) w Kanadzie, w prowincji Ontario, w dystrykcie Rainy River.
Powierzchnia La Vallee to 237,26 km². Według danych spisu powszechnego z roku 2001 La Vallee liczy 1073 mieszkańców (4,52 os./km²).